# Noël Delberghe
Pour les articles homonymes, voir Delberghe.
Noël Delberghe, né le 25 décembre 1897 à Tourcoing et mort le 17 septembre 1965 à Paris, est un joueur de water-polo français.

## Biographie
Noël Delberghe fait partie des Enfants de Neptune de Tourcoing.
Il est champion olympique de water-polo aux Jeux olympiques d'été de 1924 à Paris et médaillé d'argent aux Championnats d'Europe 1927 à Bologne.
Comptable de profession, il vit successivement à Tourcoing, dans la région de Pont-l'Évêque et en Île-de-France.
Le parcours olympique victorieux de 1924 est l'objet du livre Henri Padou et ses frères d'eau, de Raphaël Perry  (ISBN 978-2-37827-979-0).